# Іцамнаах-К'авііль
Іцамнаах-К'авііль (9.12.0.10.11, 13 Чувен 19 К'айаб' (25 січня 673); Чаак-Наах — пом. 9.14.15.1.19, 11 Кавак 17 Мак 22 жовтня 726; Дос-Пілас)) — правитель (аджав) Південного Мутуля зі столицею у місті Дос-Пілас.

## Життєпис
Син Мутульського царя Баахлах-Чан-К'авііль та царівни з Іцана. Іцамнаах-К'авііль перестав активно втручатися в політичну боротьбу Петену. Остання згадка про війну на півночі датується 705 роком, коли відбулося зіткнення з Тікалем. При цьому перемога приписана не самому царю, а «господарю К'ін-Б'алама», могутньому сановнику і воєначальнику, що відігравав важливу роль при новому царі.
Відмовившись від воєн, Іцамнаах-К'авііль переніс основні зусилля на зміцнення свого впливу на сусідні держави. Найважливішим із них було царство зі столицею на місці городища Тамаріндіто. Місцева династія вважалася найстарішою в Петешбатуні. Правління Іцамнаах-К'авііля характеризується підвищеною увагою до ритуалів. Новий цар Тамаріндіто Мо-Балам був одружений з царівною з Дос-Пілас, їхній син і спадкоємець став васалом Іцамнаах-К'авііля.
У результаті успішної політики Іцамнаах-К'авііля до початку 720-х років його влада поширювалася практично на весь басейн річки Пасьон. Іцамнаах-К'авііль долучився до розбудови міста Дос-Пілас. В основному це була віддалена частина міста, сьогодні називається Ель-Дуенде. Тут природний пагорб збільшили додаванням побудованої над ним піраміди, в той час, як його більш низькі схили були змінені, щоб утворити ряд з підтримуючих терас, створюючи враження єдиної масивної споруди. Весь комплекс розташований над природною печерою. Платформи цих терас підтримувалися п'ятьма стелами з вівтарями. У їх збережених текстах міститься важлива інформація про правління Іцамнаах-К'авііля.
Смерть Іцамнаах-К'авііля у 726 році була згадана в написі на кістках з поховання Хасав-Чан-К'авііля I в Тікалі. На знак поваги до свого попередника наступний правитель Дос-Пілас встановив Стелу 8, довга і витончена напис на якій служить основним джерелом наших відомостей про життєпис Іцамнаах-К'авііля. З її тексту випливає, що Іцамнаах-К'авііль був похований через чотири дні після своєї смерті, 30 жовтня 726 року, «вночі» і «в межах Дос-Пілас». Розташування стели перед тепер зруйнованим Будівлею L5-1 на східній стороні Головної площі дозволило припустити, що всередині споруди знаходиться могила Іцамнаах-K'авііля. Археологи виявили там склепінчастий склеп, що знаходиться на 9 метрів нижче вершини будівлі, в якому лежало тіло, одягнене в важкі браслети, оточене прекрасною розписною керамікою і майже 400 фрагментами мозаїки з раковин, що були колись прикрасою складного головного убору. Хоча не було знайдено ніяких супроводжуючих текстів, що підтверджують особу покійного, всі інші докази вказують на цей склеп як на місце останнього спочинку Іцамнаах-К'авііля.
Наступником після нього став його син Уча'ан К'ін Б'алам. Цілком можливо, що його сином був К'авііл Чан К'ініч.